# Tetanocera
Tetanocera är ett släkte av tvåvingar. Tetanocera ingår i familjen kärrflugor.

## Bildgalleri

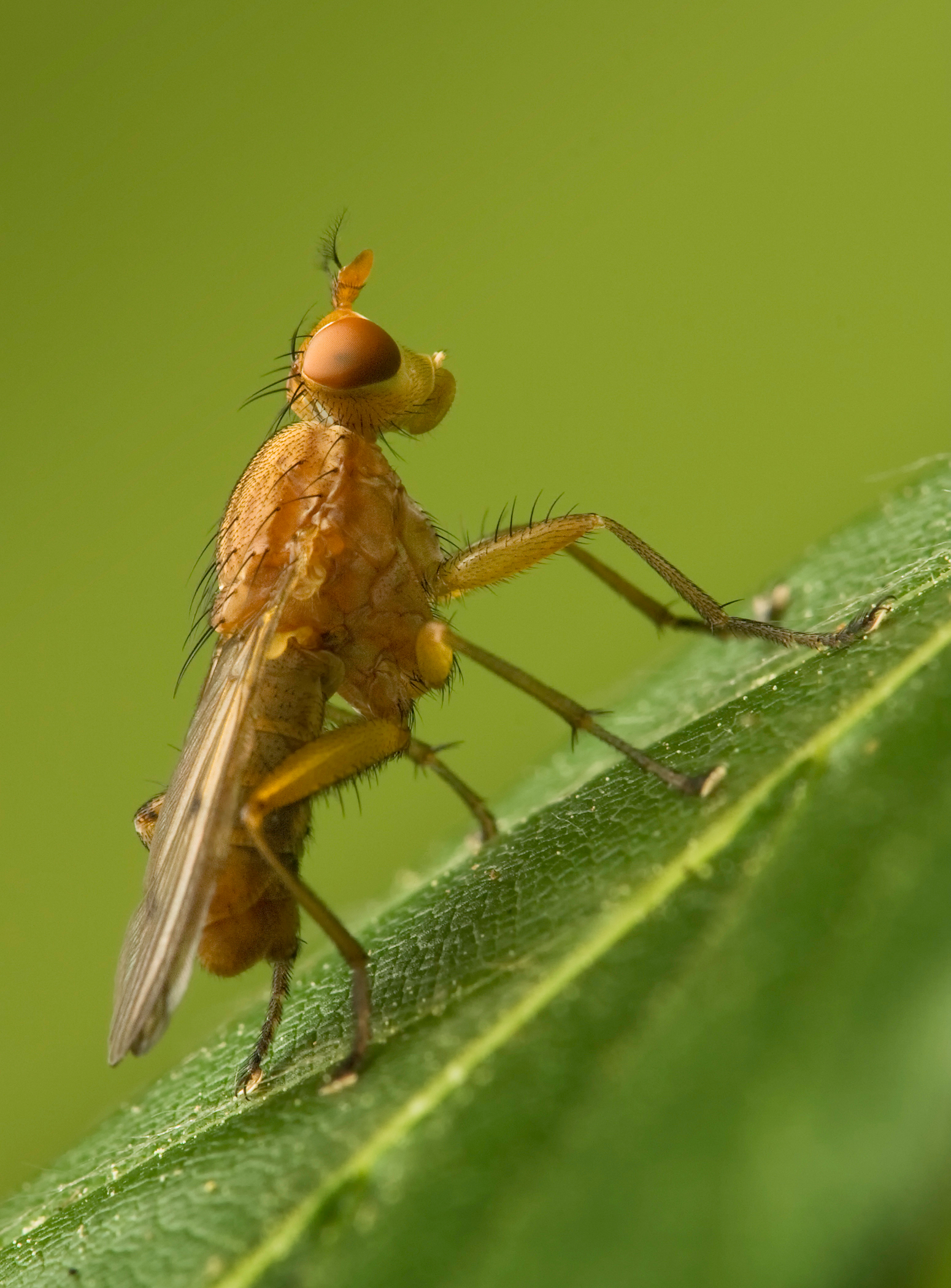
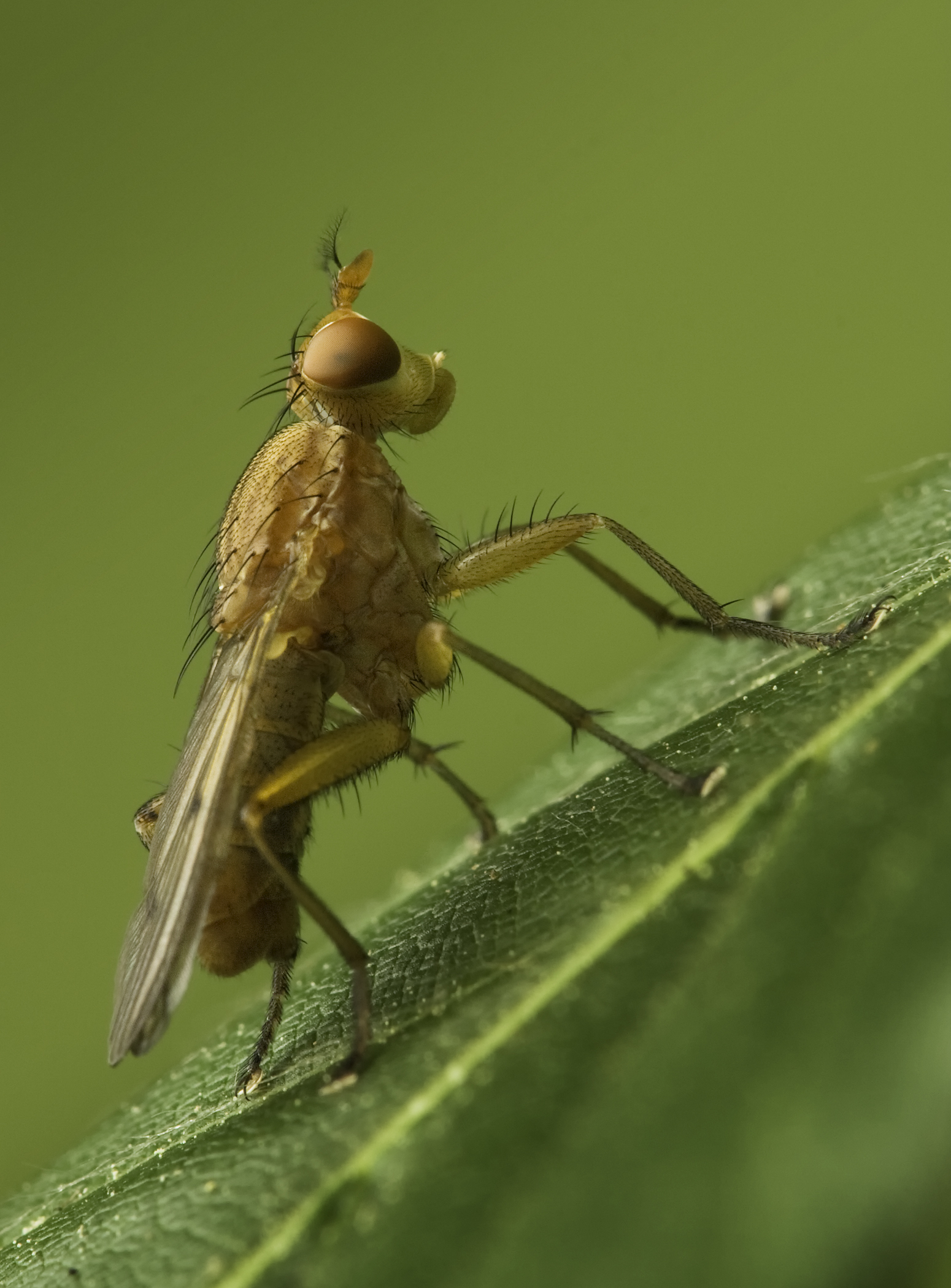
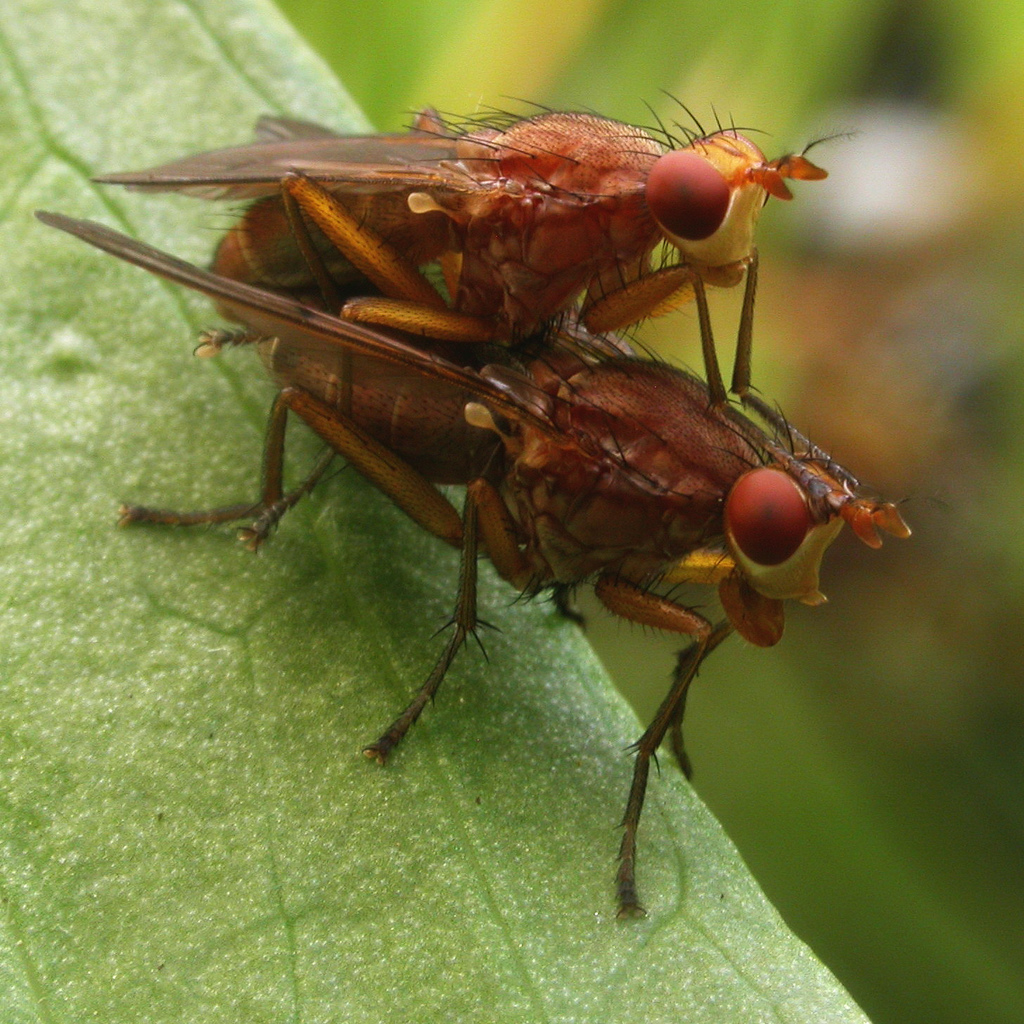

## Dottertaxa tillTetanocera, i alfabetisk ordning[1][2]
- Tetanocera amurensis
- Tetanocera andromastos
- Tetanocera annae
- Tetanocera apicalis
- Tetanocera arnaudi
- Tetanocera arrogans
- Tetanocera bergi
- Tetanocera brevisetosa
- Tetanocera chosenica
- Tetanocera clara
- Tetanocera claripennis
- Tetanocera cornuta
- Tetanocera discendens
- Tetanocera elata
- Tetanocera ferriginea
- Tetanocera ferruginea
- Tetanocera freyi
- Tetanocera fuscinervis
- Tetanocera gracilior
- Tetanocera hyalipennis
- Tetanocera ignota
- Tetanocera iowensis
- Tetanocera kerteszi
- Tetanocera lacera
- Tetanocera lapponica
- Tetanocera latifibula
- Tetanocera loewi
- Tetanocera marginella
- Tetanocera maritima
- Tetanocera melanostigma
- Tetanocera mesopora
- Tetanocera montana
- Tetanocera nigricosta
- Tetanocera nigrostriata
- Tetanocera obtusifibula
- Tetanocera ornatifrons
- Tetanocera oxia
- Tetanocera phyllophora
- Tetanocera plebeja
- Tetanocera plumosa
- Tetanocera punctifrons
- Tetanocera robusta
- Tetanocera rotundicornis
- Tetanocera silvatica
- Tetanocera soror
- Tetanocera spirifera
- Tetanocera spreta
- Tetanocera stricklandi
- Tetanocera valida
- Tetanocera vicina